# Hanghordozó

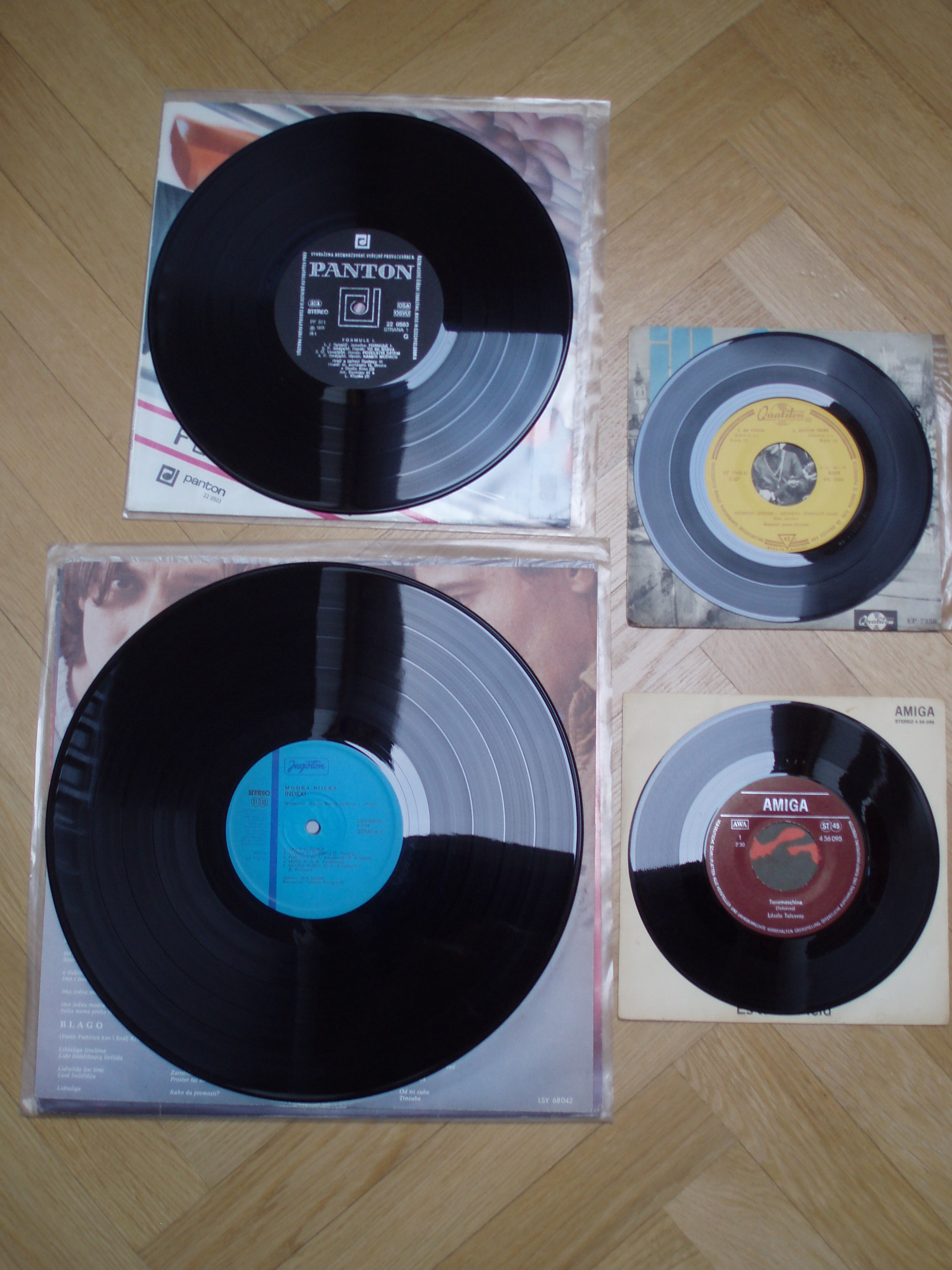
Különféle méretű hanglemezek

Hanghordozónak a hangok tárolására és a megfelelő szerkezet segítségével visszaadására szolgáló tárolóegységet nevezzük. Sok évszázados fejlődésének állomásai a középkori harangjátékok, később a zenélődobozok, majd a 19. századtól a gépzongorák. Valós hangok rögzítésére, illetve visszaadására a 19. század végétől van lehetőség. A technika változásának megfelelően az adatokat folyamatosan fejlődő hanghordozók tárolják.

## A hanghordozók rövid története
A hangok rögzítésének és visszajátszásának igénye több évszázadra nyúlik vissza. A technikai lehetőségeknek megfelelően eleinte csak egyszerű, előre meghatározott hangokat lehetett rögzíteni, majd lejátszani, ilyenek voltak a késő középkortól a dallamokat visszaadó templomi harangjátékok, később a mechanikus zenélődobozok, zenegépek stb.
A tényleges hangokat rögzíteni, majd visszajátszani képes első szerkezet a fonográf volt, ezt követte a sorozatgyártást lehetővé és a zeneszámokat mindenki számára elérhetővé tévő gramofon, majd a jó hangminőségű mikrobarázdás hanglemez.
A mágnesszalaggal működő magnetofon egyszerűvé tette a felvételek készítését, a magnókazetta kis mérete miatt a bárhol való rögzítést és zenehallgatást tette lehetővé. A következő lépcső a digitális hangrögzítés megjelenése volt. A CD lemez műszaki paraméterei fölötte vannak a mágnesszalagnak és hanglemeznek. A mozgó alkatrész nélküli flash memóriakártyák tovább egyszerűsítették a zene és hangok tárolását.
Az egyre gyorsuló technikai fejlődés miatt a régebbi és újabb hanghordozók egy ideig együtt éltek. 1920 körül egy dalt kiadtak mechanikus lemezen, vagy lyukszalagon gépzongorák számára, fonográftekercsen és gramofonlemezen pedig tényleges előadóval lehetett a dalt meghallgatni. 1990 körül egy dal mikrobarázdás hanglemezen, magnókazettán és CD lemezen is megjelent. A 2010 körül kezdődött online zenehallgatás a házi zenetárolást és gyűjtést egyre inkább háttérbe szorítja.

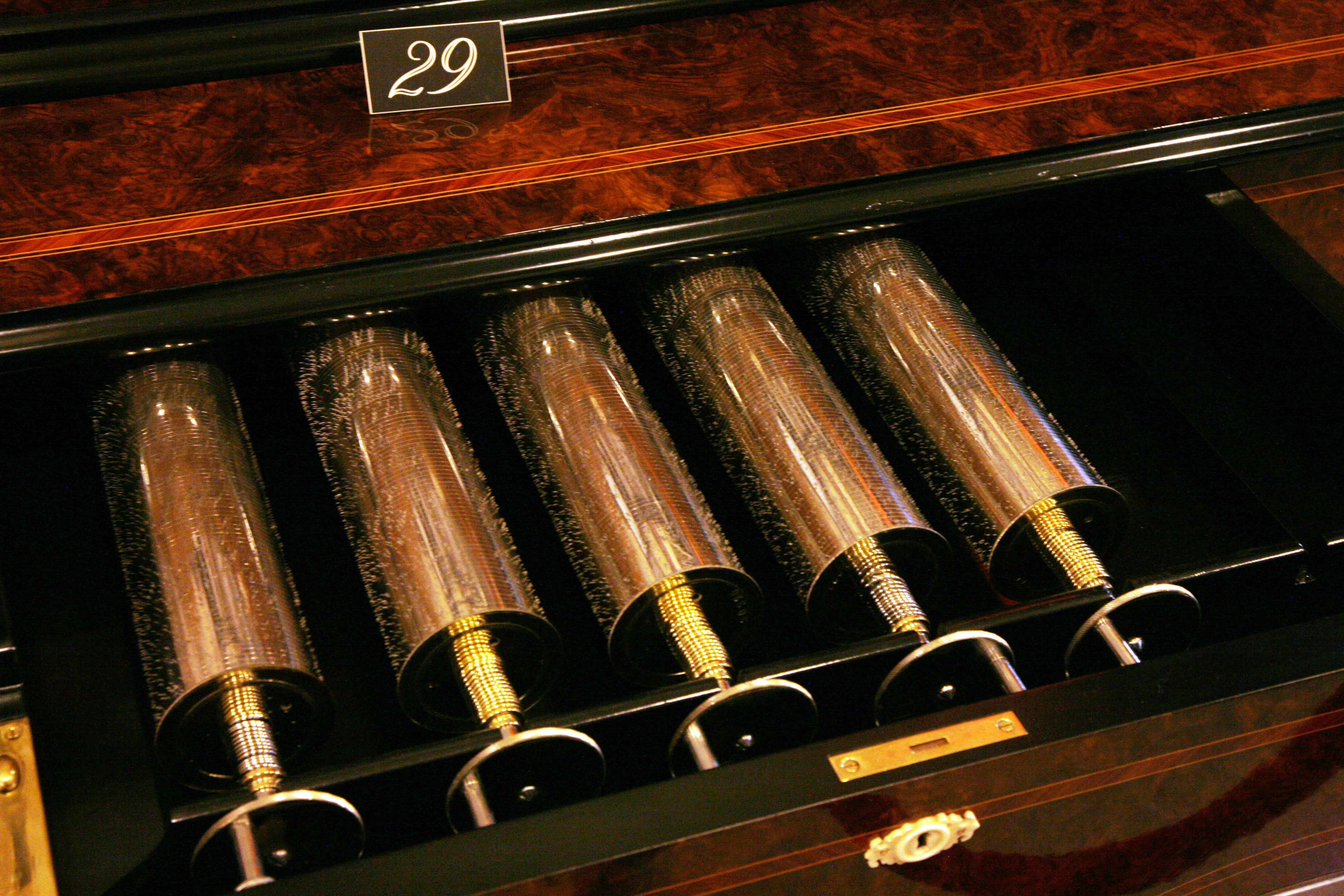
Cserélhető zenélődoboz-cilinderek

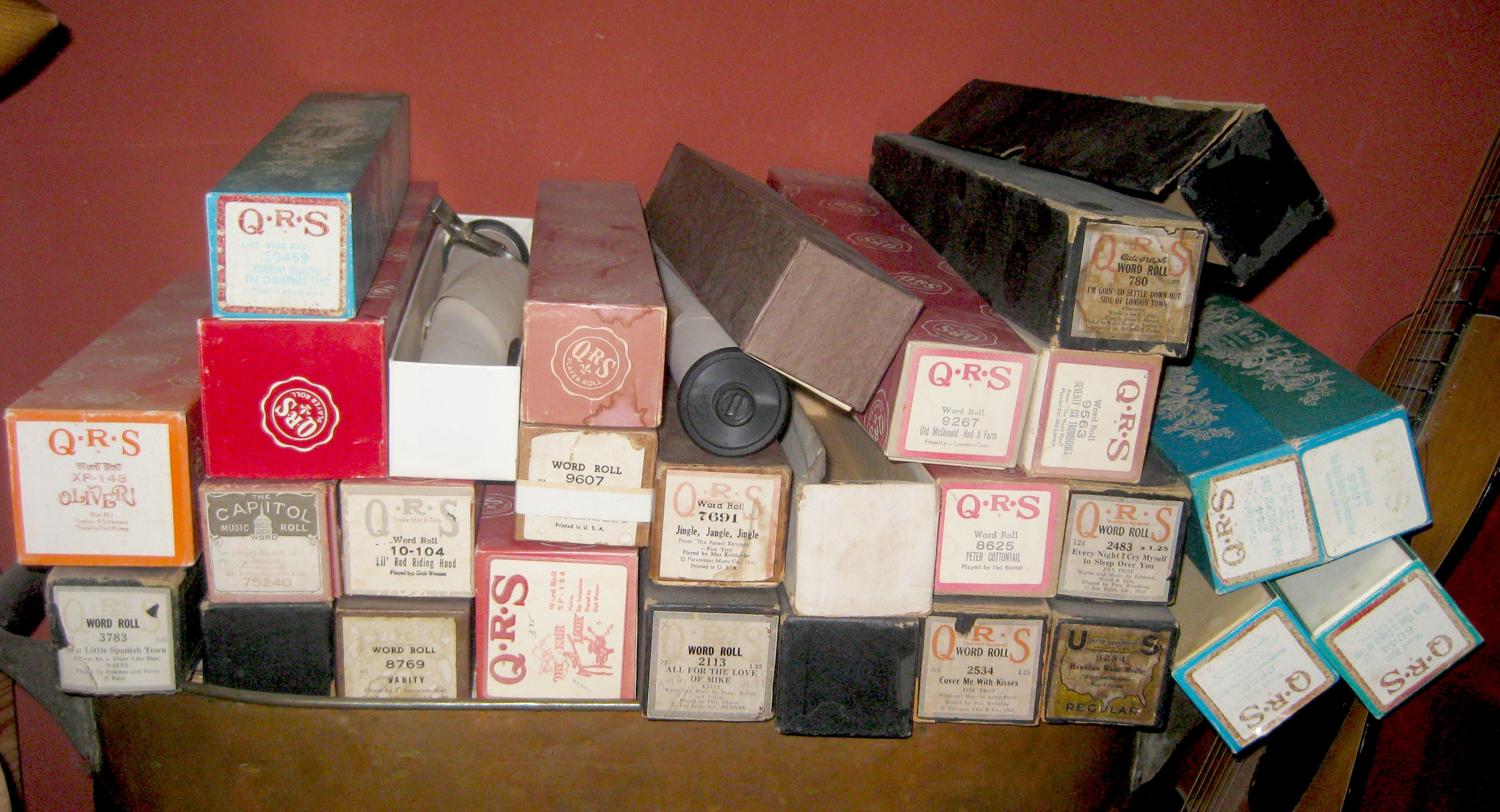
Kottatekercsek

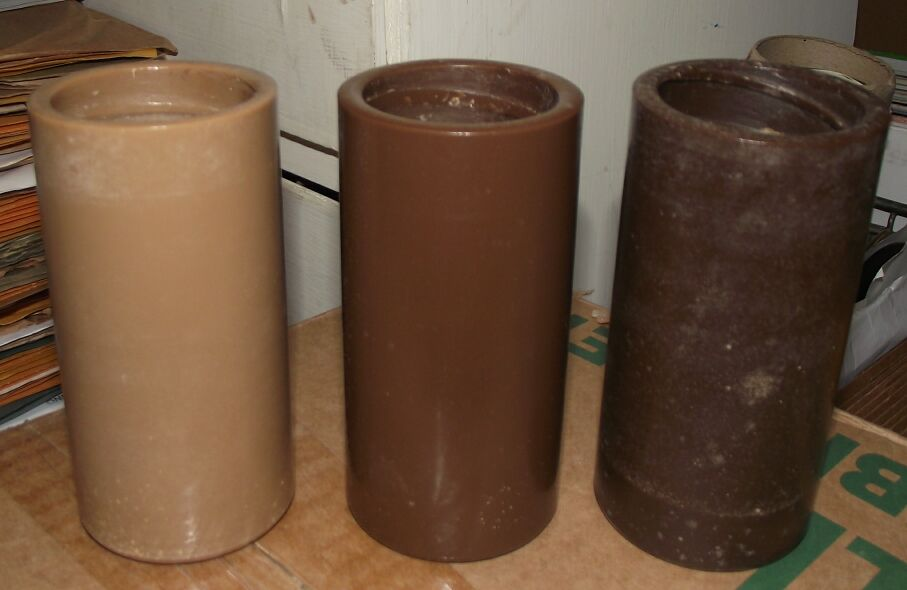
Különféle fonográfhengerek

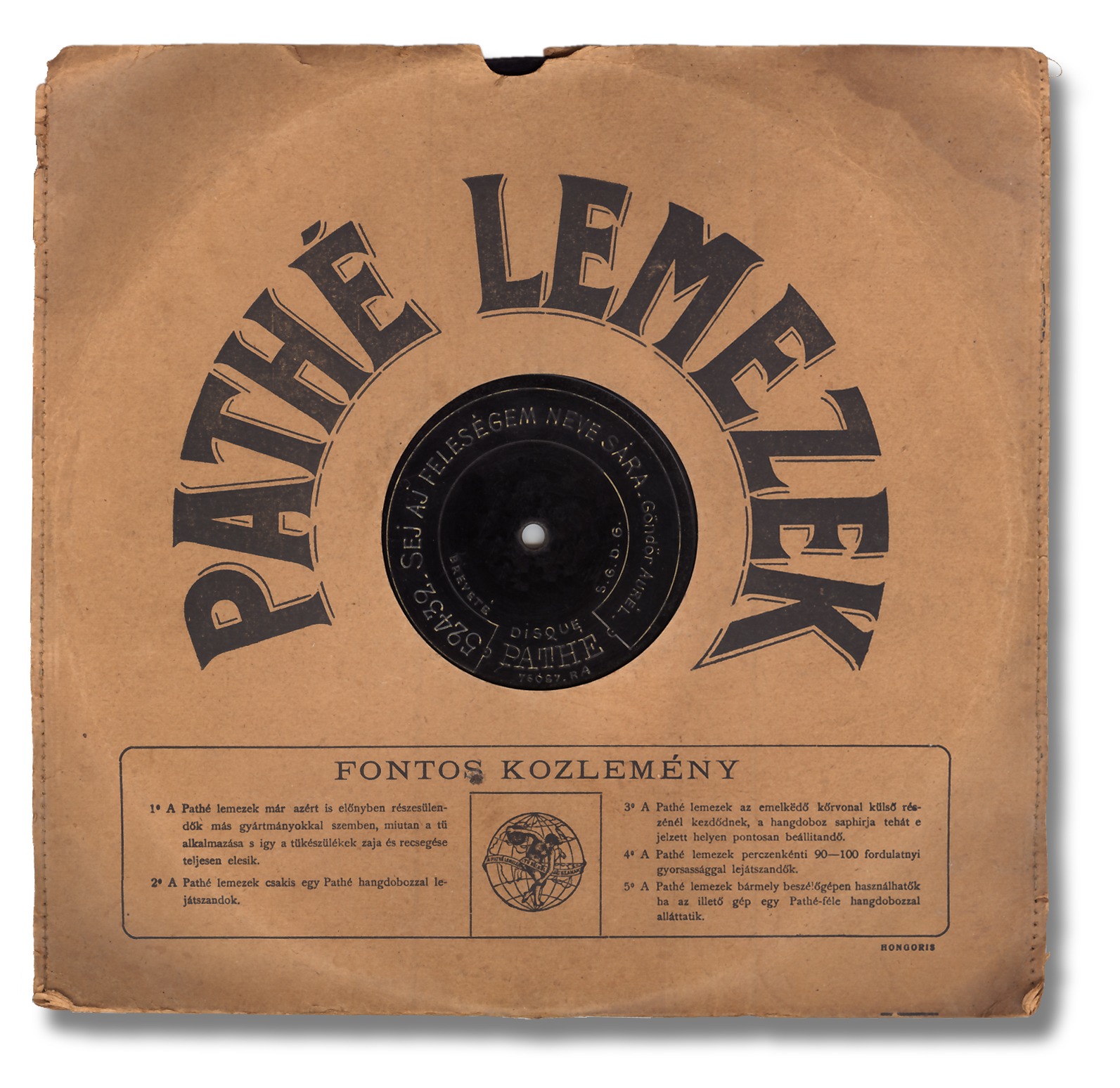
Pathé hanglemez tokjában

## Különféle hanghordozók

### Vezérlőegységek mechanikus zenegépek számára
- Szögeshenger – a zenélő dobozok alkatrésze, fából vagy fémből készült henger, a lejátszandó mű a hengerből kiálló szögekkel van kódolva (németül Stiftwalze), 18. század. A szögek mechanikus áttételen keresztül kapcsolják be és ki a sípokat, ütik meg a húrokat. Korong formában is létezik.
- Lyukasztott papírszalagok, lyukkártyák – verklikben, kintornákban,[* 2] gépzongorákban és általában mechanikus zeneszerszámokban alkalmazták a lejátszandó zenemű tárolására, kb. 1883-tól.
- Kottatekercs – a gépzongorák, pl. pianola, Organola adathordozója, kb. 1895-től; tulajdonképpen 65, 72 vagy 88 kottahangot kódoló (soksávos) lyukszalag. A lyukasztott papírszalaghoz hasonlóan működik, de lényegesen több hangot tud megszólaltatni.

### Hangbarázdás tárolóeszközök
A hang rezgéseit mechanikus barázda formájában rögzíti.
- Viaszhenger – a fonográf hanghordozója, 1877-től. Jelentősége, hogy a felvett hangot már analóg módon tárolja. A kezdeti időszakban viasz helyett vékony ónfóliára történt a rögzítés. A viaszhenger hangminősége gyenge, élettartama korlátozott, műsorideje két perc. A műsoros tekercsek sorozatgyártása sokáig megoldatlan volt. Előnye, hogy házilag, áram nélkül is lehetett rá hangot rögzíteni.
- Gramofonlemez – eleinte keménygumiból, majd sellakból készült, a 19. század végétől. Előnye volt a könnyű és olcsó sorozatgyártás, hátránya, hogy házilagos rögzítésre nem lehetett használni. Műsorideje oldalanként 5-6 perc, hangminősége eleinte gyenge, több évtizedes fejlődése után közepes volt.
- Mikrobarázdás hanglemez – a gramofonlemez utóda. Az elektromos erősítés megjelenése után már nem volt szükség a nagy barázdakitérésre, a negyvenes évek végére kifejlesztették a mikrobarázdás hanglemezt. Alapanyaga a törékeny sellak helyett a vinil. Hangminősége a gyártási fegyelemtől függően a jótól a kiválóig terjedhet. Többféle méretben, többféle sebességgel készült. Sztereó változata 1957-ben jelent meg, majd a hatvanas évektől terjedt el szélesebb körben.
  - Kislemez – 7 hüvelykes vinil anyagú mikrobarázdás hanglemez, 45 fordulat/perc lejátszási sebességgel. Műsorideje ideális esetben 2x4, maximálisan 2x6-7 perc. 33-as fordulatú változatban is előfordul, főleg meselemezek és prózák számára.
  - Középlemez – 33⅓-os fordulatszámú 10''-es (25 cm-es) hanglemez. Műsorideje hozzávetőleg 2x12 perc. 16-os fordulattal is készítették főként nyelvleckék számára. 45-ös fordulattal korai maxilemezek is készültek ebben a méretben.
  - Nagylemez – 33⅓-os fordulatszámú 12''-es (30 cm-es) hanglemez. Hosszabb, főként prózai anyagok számára 16-os fordulattal is készült. A nyolcvanas-kilencvenes években 45-ös, vagy 33-as fordulattal maxilemezek is ebben a méretben készültek. A maxilemezeknél a műsoridő jóval rövidebb a normál zeneanyagoknál,  a barázdakitérést magasabbra lehet venni, ezáltal a hangminőség lényegesen javul, főként 45-ös fordulatnál.
  - Acetátlemez, amelyen aluminiumkorongra felhordott nitrocellulóz rétegbe vágták a hanganyagot. Egyedi példányban készült, főként próbalemezek, demófelvételek, azonnal átírásra rádióállomások számára
  - Flexi disc, amely hajlékony anyagra készült hanglemez, általában kislemez méretben. Főként újságmellékletekként árulták, hangminősége és élettartama csekély volt. Ennek egy változata a képeslapba préselt zeneanyag, az úgynevezett „hangos képeslap”.
- Filmszalag.

A Magyar Rádiónál külön lemezvágásra készített filmet használtak (Mille-rendszer). Ez a speciális film 7 mm széles, és 32 cm/s sebességgel szalad a rögzítő berendezésben. A filmek hosszú tekercsben állottak rendelkezésre, ezért hosszabb felvételeket is lehetett készíteni, mint a hanglemezek esetében. A rendszer a mechanikus és optikai között állt. A rögzítés karcolással és mechanikusan, az olvasás optikai úton történt. A speciálisan erre a célra gyártott, fekete bevonatú filmszalagba zafír vágótű karcolta bele a jelet, a hang hullámzásának megfelelően keskenyebb és szélesebb sávban kaparta le róla a fekete réteget. Az így kialakult hullámgörbét fotocellával olvasták le. A vágótű zafírból készült, és kb. 174 fokos tompaszögű végével karcolta bele a hangot a filmbe. A rögzítésnél mélyírást használtak, hasonlóan az Edison-féle fonográf tűjének mozgásához. A Philips–Miller-készülékeket 1938-tól használták.

### Elektromágnesesség elvén alapú analóg tárolóeszközök

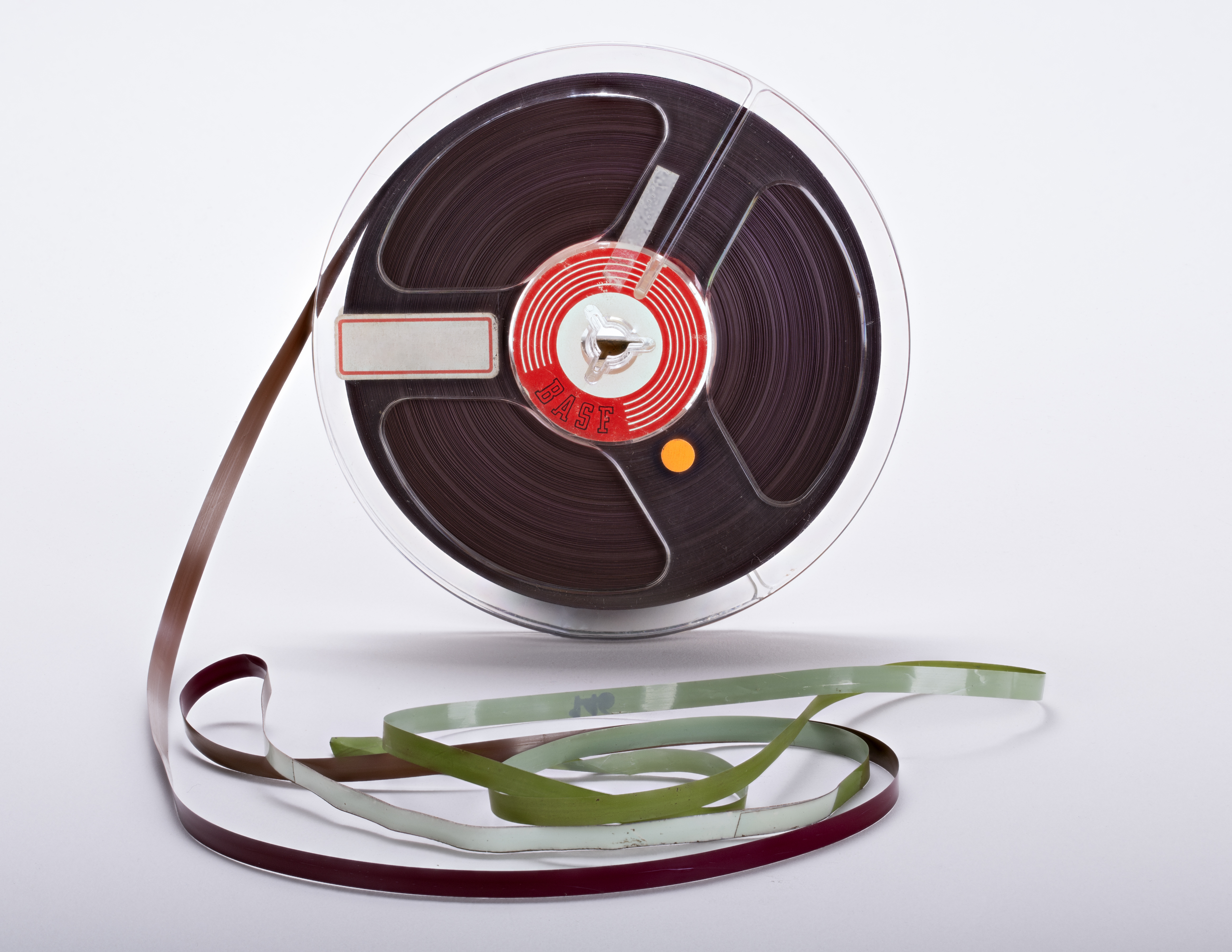
Magnószalag

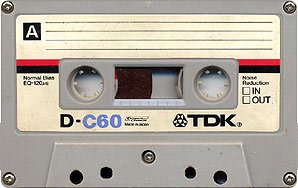
Kompakt kazetta

- Mágneshuzal – 1890, az első magnetofonokban alkalmazott megoldás. Hétköznapi használatban nehézkessége miatt nem terjedt el.[3][4] A mágneshuzalos rögzítőket beszédrögzítőként a repülésben is sokáig  használták. Ennek oka, hogy a felmágnesezett huzal baleset, komoly hőhatás után is visszahallgatható marad.
- Mágneshuzal (mágnesszalag), modernebb változatban (1930). A Stille hangrögzítési módszernél a Poulsen-féle dróthuzalos megoldás modernebb változatát használták: acélszalag futott az író, vagy olvasó fej előtt 90 cm/s sebességgel. A tekercsek 70 cm átmérőjű dobon helyezkedtek el, játékidejük 35 perc volt.[* 3]
- Magnetofonszalag – a magnetofonokban használatos hordozó, 1928-tól. Vékony műanyag fóliára lakkal rögzített vasoxid-por hordozza az információt. A magnetofon készülékben a fej előtt elhaladva felvételkor a zene impulzusainak megfelelően a szalag felmágneseződik, a lejátszás pontosan fordítva történik. A változó mágnesességet tartalmazó szalag a fej előtt elhaladva abban feszültséget indukál, mely erősítőn keresztül ad hallható hangot.

A magnetofonszalag eleinte papírból készült, ezt követte a triacetát, wetterfest cellulóz, majd a jó minőségű műanyagok. Többféle szalaghosszal volt forgalomban, szintén többféle vastagságban (50 mikron NP-normal play, 35 mikron LP-long play, 26 mikron DP-double play, 18 mikron TP-triple play). A hang minősége erősen függött a gyártmánytól, a magnetofonkészüléktől és a sebességtől, mely 2,6 centimétertől a 76 centiméter/ másodperc között lehetett. Előbbi diktafonminőséget nyújtott, utóbbi stúdiómagnókban volt használatos. Házi használatra a 9,5 és a 19,05 sebesség volt a leggyakoribb. Sztereó változata 1953-ban jelent meg.
- Magnetofonkazetta, magnókazetta

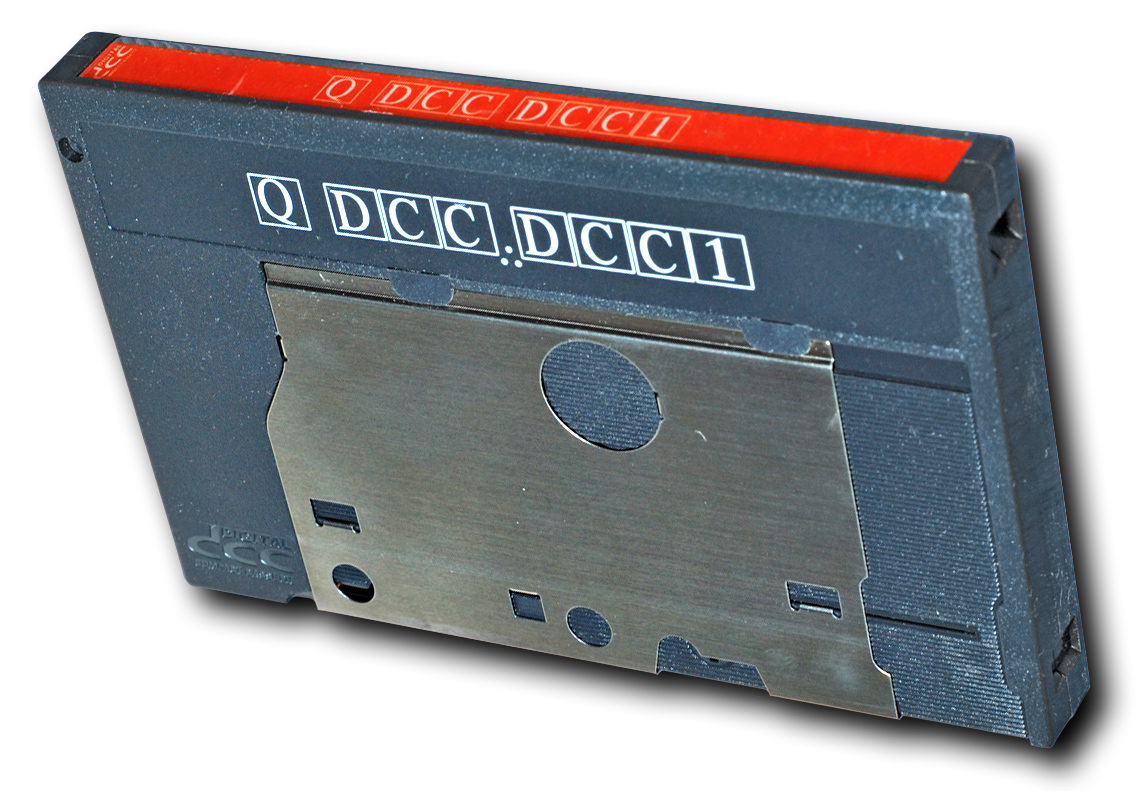
Digitális kompakt kazetta

Első változata 1963-ban jelent meg, a Philips cég szabadalma. A magnetofonszalaghoz képest fele olyan széles, 4,76 centiméteres másodpercenkénti sebességgel mozog, zárt házban van. Előnye a praktikum, hátránya a gyengébb hangminőség. Az 1970-es években megjelent a sztereó változata, egyre újabb anyagokat kísérleteztek ki a hangminőség javítására (krómdioxid, kevert vaspor, két réteg (Fe-Cr), metal pigment, gőzölt tiszta vas). A lejátszóeszközök a hordozható készülékek felől elindultak a minőségi rögzítés felé, különféle elektronikák biztosították a szalagzaj csökkentését (Dolby, Dbx, stb.). A kazettás decket is tartalmazó hifi-tornyok fénykora 1980 és 1995 között volt.
Több, hasonló kazettás rendszer is létezett, ezek a
- 4 vagy 8 sávos Cartridge – végtelenített mágnesszalag kazettában, az 1960-as évek közepétől az 1970-es évek végéig
- DC-International kazetta – Grundig, 1965–1967
- Elcaset – javított kazettás szalagos tárolási rendszer, a Sony mutatta be 1976-ban
- Minikazetta (1967) és mikrokazetta (1969) a diktafonok számára

### Digitális, mágnesszalagos hanghordozók

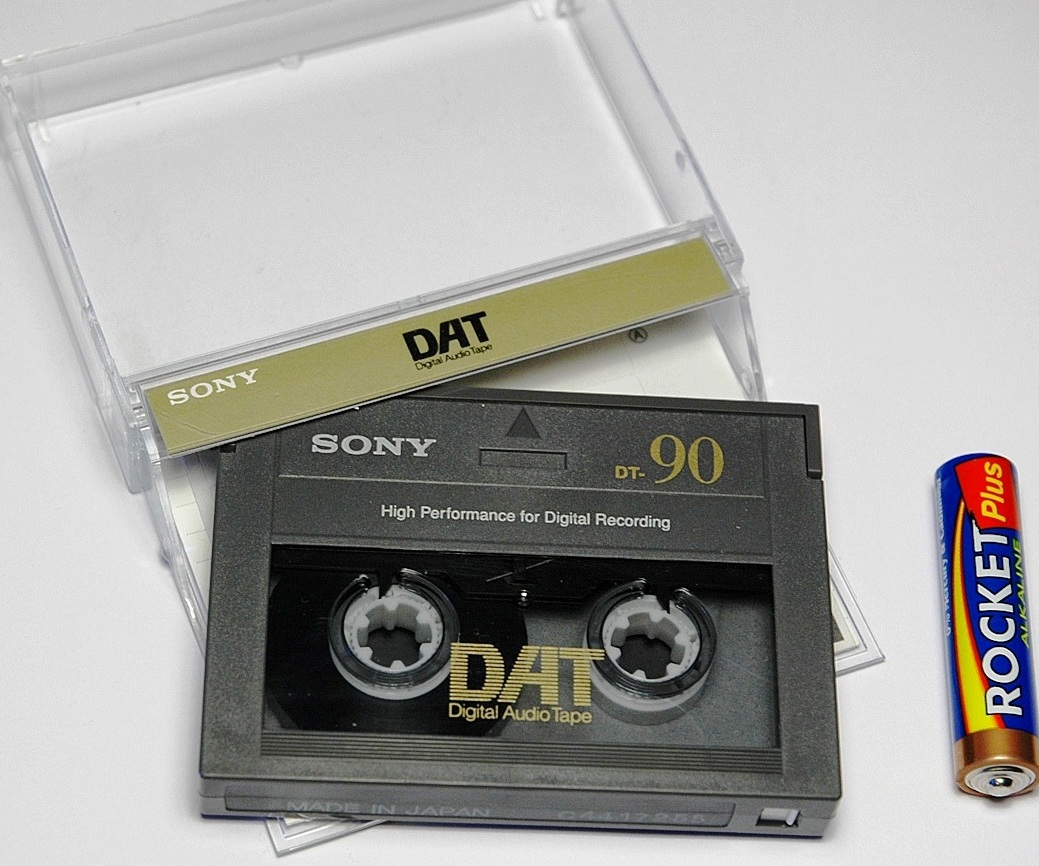
DAT kazetta

- Digital Audio Tape avagy DAT-kazetta, 1990. A SONY szabadalma. A kazetta kisebb a normál hangkazettánál, a videómagnókhoz hasonlóan forgófej végzi a felvételt és visszajátszást. Hangminősége kiváló.
- Digital Compact Cassette, avagy DCC, 1992. A Philips szabadalma. Kazettája sok tekintetben megegyezik a normál magnókazettával, a DCC készülékek alapból tudják is kezelni azokat. A DCC szalag szélessége is megegyezik a kompaktkazettával. A digitális jelek kilenc egymás mellett sávra rögzülnek. A kazetta nem megfordítható, a másik oldal fejforgatással érhető el. Hangminősége kiváló, de a rendszer a műsorszámok nehézkes keresése miatt nem terjedt el.

### Optikai hanghordozók
- Filmhang módszer használata.

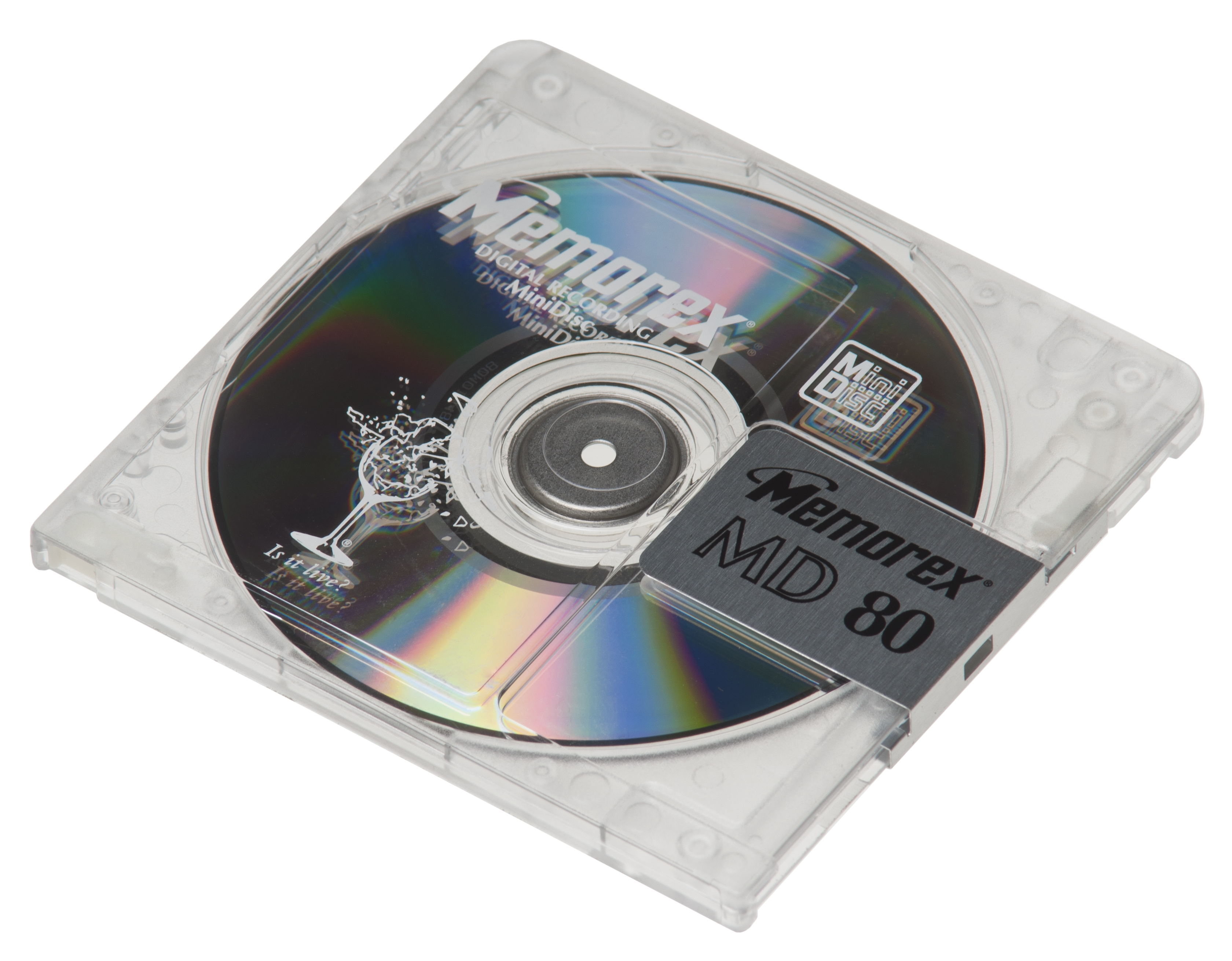
MiniDisc lemez

1930 után – amikor a hangosfilm is elterjedt – ugyanolyan technikával rögzítették a műsorhangot, ahogyan a filmkészítésnél is (Selenophon). A filmet persze elő kellett hívni, viszont a hangminősége már túllépte a középhullámú rádióadás igényeit. A technológia elnevezése a szeléncellás fényérzékelés módszeréből származik.
- Videodisc – videólemez, különböző formátumokban készült analóg tároló, gyártói pl. a Thomson, RCA, JVC, kb. 1978-tól
- Compact Disc, 1982 – digitális tároló
- MiniDisc – magneto-optikai elven működő tároló a Sony-tól, 1992
- CD-R – írható CD, 1994
- DVD – nagy kapacitású optikai tároló, kép, hang és digitális adat tárolására, 1995
- Super Audio CD (SACD; 2001)
- DVD-Audio (2001)
- Music Video Interactive (MVI; 2007)
- Blu-ray (kb. 2006)

### Különleges hanghordozók
- Műanyagszalag – a Tefifon nevű zenelejátszó eszközben végtelenített műanyagszalagra rögzítették a hangot, a fonográféhoz hasonló hangbarázdákban; 1936-ban jelent meg[12]
- Mágneses hanglemez – létezett ilyen hanghordozó, diktafonokban volt használatos 1948-ban[13]
- A Welte-féle Lichttonorgel egy optoelektronikus orgona, 1936-ban jelent meg Németországban. A hangot fotoelektromos elemek által keltett impulzusok generálták elektronikus úton, erősítők és hangszórók segítségével.
- Fényhang – a filmtekercsre optikailag rögzített hangsáv, a hangosfilm eszköze volt évtizedekig. Későbbi és jobb minőségű változata a mágneses hangsáv

### Flash alapú tárolók
- Flash alapú tárolók, pl. SMC, CF, MMC, SD és egyéb memóriakártyák, digitális zenelejátszókhoz és egyéb eszközökhöz, kb. 1995-től.